# Marçay (Indre i Loara)
Marçay – miejscowość i gmina we Francji, w Regionie Centralnym, w departamencie Indre i Loara.
Według danych na rok 1990 gminę zamieszkiwało 416 osób, a gęstość zaludnienia wynosiła 19 osób/km² (wśród 1842 gmin Regionu Centralnego Marçay plasuje się na 745. miejscu pod względem liczby ludności, natomiast pod względem powierzchni na miejscu 593.).